# Petalostelma bracteolatum
Petalostelma bracteolatum là một loài thực vật có hoa trong họ La bố ma. Loài này được (E. Fourn.) Fontella miêu tả khoa học đầu tiên năm 1994.